# فیفا فوتبال ۲۰۰۳
فیفا ۲۰۰۳ (به انگلیسی: FIFA Football 2003) بازی ویدئویی منتشرشده در زمینهٔ شبیه‌سازی فوتبال ساخت شرکت الکترونیک آرتز ورزشی است که توسط الکترونیک آرتز ساخته و در ۵ نوامبر ۲۰۰۲ در آمریکای شمالی منتشر شده‌است.